# Helmenzen
Helmenzen là một đô thị thuộc huyện Altenkirchen, trong bang Rheinland-Pfalz, phía tây nước Đức. Đô thị Helmenzen có diện tích 4,15 km², dân số thời điểm ngày 31 tháng 12 năm 2006 là 860 người.